# Cap Sainte-Anne
Le cap Sainte-Anne est un cap de Mauritanie situé sur l'océan Atlantique, entre Nouadhibou et le cap d'Arguin. C'est la pointe la plus occidentale de tout le golfe d'Arguin et aujourd'hui le cap le plus septentrional du parc national du banc d'Arguin.